# Intrinsisch unstrukturierte Proteine
Intrinsisch unstrukturierte Proteine (auch IUP, englisch: intrinsically unstructured protein) sind intrinsisch ungeordnete Proteine mit keiner definierten dreidimensionalen Struktur. IUPs kennzeichnen sich nur durch ihre fehlende Tertiärstruktur, wohingegen IDPs ein weites Spektrum von vollständig unstrukturierten und teilweise strukturieren Zuständen abdecken.
Aufgrund der Vielzahl von geladenen und polaren Aminosäuren und der vergleichsweise geringen Anzahl hydrophober Reste sind diese Proteine in der Lage, bei Wechselwirkungen mit anderen Proteinen eine definierte Struktur einzunehmen. IUPs sind vor allem an der Signaltransduktion und der Regulation von Reaktionsmechanismen beteiligt.
Die Namensgebung der Proteingruppen geschah unabhängig voneinander. Die Bezeichnung IUP wurde im Jahr 1999 und IDP im Jahr 2001 eingeführt.